# Juratzkaea seminervis
Juratzkaea seminervis är en bladmossart som beskrevs av Paul Pablo Günther Lorentz 1866. Juratzkaea seminervis ingår i släktet Juratzkaea och familjen Stereophyllaceae. Inga underarter finns listade i Catalogue of Life.